# Manilkara perrieri
Manilkara perrieri är en tvåhjärtbladig växtart som beskrevs av Aubrev. Manilkara perrieri ingår i släktet Manilkara och familjen Sapotaceae. Inga underarter finns listade i Catalogue of Life.